# Hans Meier-Branecke
Hans Meier-Branecke (* 4. Juli 1900 in Stadtoldendorf; † 10. April 1981 in Braunschweig) war ein deutscher Jurist und NS-Kriegsrichter. Nach 1945 war er Oberlandesgerichtsrat und ab 1950 Senatspräsident am Oberlandesgericht Braunschweig.

## Leben

### Karriere im Nationalsozialismus
Nach dem Studium der Rechtswissenschaft und anschließender Promotion wurde er am 1. Oktober 1932 Amtsgerichtsrat in Schöppenstedt. Während seines Studiums wurde er Mitglied des Studenten-Gesangvereins der Georgia Augusta (heute StMV Blaue Sänger). Meier-Branecke, der Mitglied des Stahlhelms war, trat nach der „Machtergreifung“ der zum 1. Mai 1933 der NSDAP bei (Mitgliedsnummer 3.554.792). Er war außerdem Mitglied im NS-Kraftfahrkorps und im NS-Rechtswahrerbund. Im März 1935 trat er in den Justizdienst des Heeres und wurde am 1. Oktober 1935 zum Kriegsgerichtsrat ernannt. 1939 wurde er zum Oberkriegsgerichtsrat befördert. Seit April 1941 war er im besetzten Polen tätig. Danach kontrollierte er als „fliegender Armeerichter“ an der Ostfront eingesetzte Kriegsgerichte. Am 1. Oktober 1943 folgte seine Ernennung zum Ministerialrat. 1944 wurde Meier-Branecke zum Oberstkriegsgerichtsrat befördert. In der Rechtsabteilung des Oberkommandos des Heeres bestätigte er als Abteilungsleiter zahlreiche Todesurteile. Er war ständiger Mitarbeiter der von Heinrich Dietz herausgegebenen Zeitschrift für Wehrrecht.

### Nach dem Zweiten Weltkrieg
Nachdem er im Entnazifizierungsverfahren als unbelastet eingestuft wurde, wurde Meier-Branecke bereits ab 1. November 1945 Landgerichtsrat am Landgericht Braunschweig. Die Ernennung zum Oberlandesgerichtsrat folgte am 1. Januar 1947. Am 1. September 1950 wurde er Senatspräsident und Vorsitzender des Braunschweiger Straf- und Entschädigungssenats. Zwischen 1959 und 1965 wurden unter seinem Vorsitz mehrere Kommunisten wegen staatsfeindlicher Meinungsäußerungen verurteilt. Im Jahre 1962 wurde von ihm die Verurteilung von Zeugen Jehovas in der Zeit des Nationalsozialismus wegen Kriegsdienstverweigerung bestätigt. Er hatte Teil an der abgewiesenen Rehabilitierung der 1944 unter Rechtsbeugung zum Tode verurteilten und hingerichteten 19-jährigen Erna Wazinski. Meier-Branecke war bis 1961 Vorstandsmitglied des Niedersächsischen Richterbundes.

## Werk
- Die Anwendbarkeit privatrechtlicher Normen im Verwaltungsrecht. Göttingen 1925 (Dissertation), DNB 570899044.